# زنگ جهنم

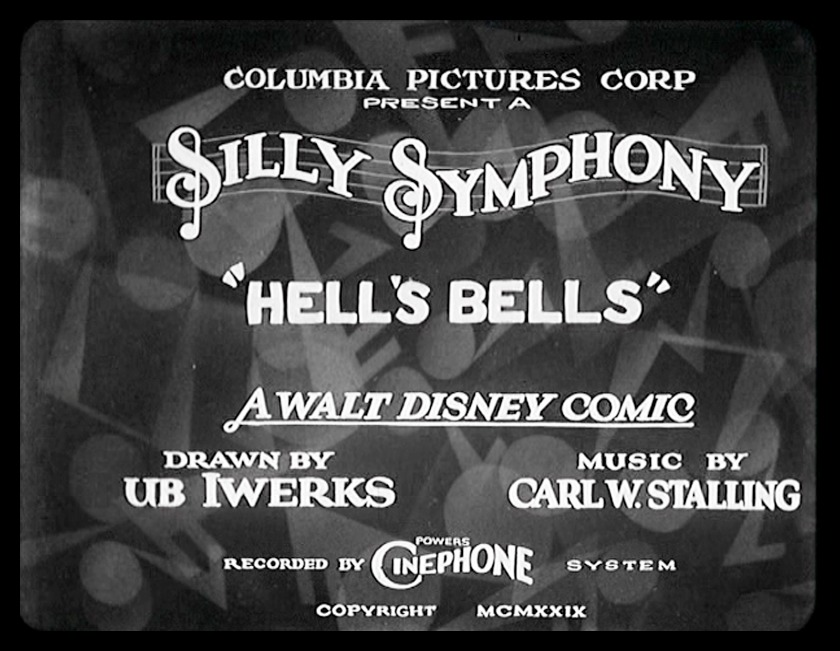
کارت عنوان Hell's Bells.

زنگ جهنم (به زبان انگلیسی: Hell's Bells) یک انیمیشن کوتاه محصول سال ۱۹۲۹ از مجموعه سمفونی احمقانه است که توسط والت دیزنی کارگردانی شده است و توسط شرکت فیلم سازی کلمبیا پیکچرز عرضه شد.   این کمپانی فیلم‌های دیگر والت دیزنی مانند زمستان را نیز در سینماها توزیع کرد.  این اثر توسط آب آیورکس طراحی شده است.